# اینجرا
اینجرا (به امهری: ənǧära እንጀራ ɨndʒəra؛ به انگلیسی: enjera؛ یا گاهی: "taita" به تگرینیا: ጣይታ)، نوعی نان با ظاهر اسفنجی است که بیشتر در کشورهای اتیوپی و اریتره مصرف می‌شود. برای تهیه اینجرا، آرد حاصل از دانه‌های گونه‌ای از گیاه علف عشق به نام تف (اِراگروستیس تف Eragrostis tef) را با آب مخلوط کرده و به مدت چند روز گذاشته تا فرایند تخمیر انجام شود، سپس آن را پخت می‌نمایند. این غذا، یکی از غذاهای بومی و ملی کشور اتیوپی و اریتره می‌باشد.

## انواع
در کشورهای دیگر آفریقای شرقی مانند جیبوتی، سومالی، سودان جنوبی و سودان، انواع مشابهی وجود دارد. نوع مشابهی از این غذا در سومالی و جیبوتی وجود دارد که کانجیرو یا لاووح نامیده میشود، و در سودان جنوبی و سودان به کیشا معروف است. در سومالی، در ناهار (به نام قادو)، غذای اصلی این روز، اندرا (به نام کانجیرو) نیز ممکن است با غذای خام (ماراق) یا سوپ خورده شود. کانجیرو، نوع سومالیایی و جیبوتیایی غذای اینجرا است و یکی از غذاهای اصلی سومالی و جیبوتی می‌باشد.